# Saba

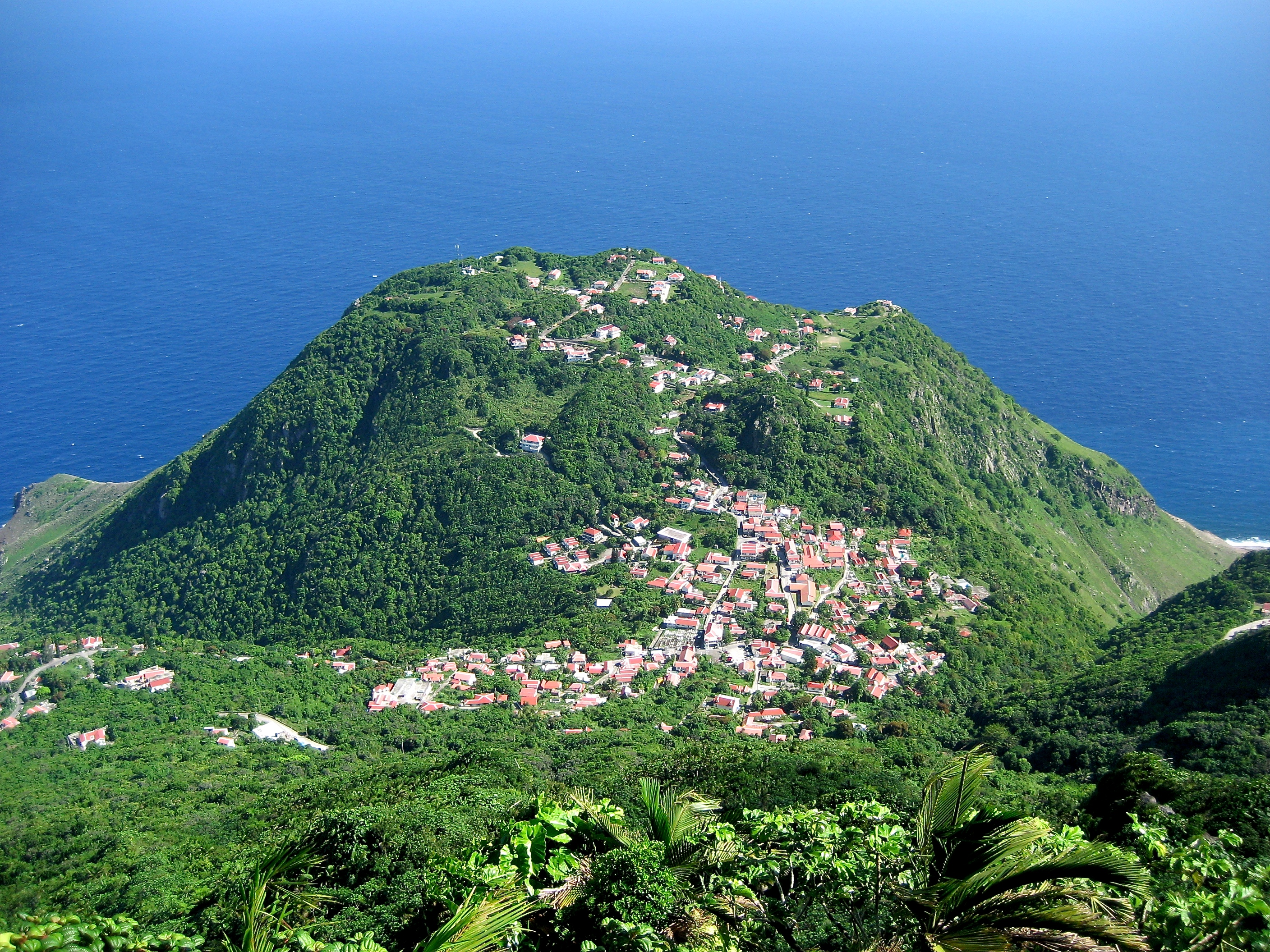
Localitatea Windwardside văzută de pe Muntele Scenery.

Saba este cea mai mică insulă din Antilele Neerlandeze, fiind localizată la 17°38′N 63°14′V / 17.633°N 63.233°V. Are un vulcan potențial activ, Muntele Scenery (877 m), cel mai înalt punct din teritoriile care aparțin Țărilor de Jos.